# Karniszewo
Karniszewo – wieś w Polsce, położona w województwie wielkopolskim, w powiecie gnieźnieńskim, w gminie Mieleszyn.
W latach 1975–1998 miejscowość administracyjnie należała do województwa poznańskiego.
We wsi działa Ochotnicza Straż Pożarna dysponująca samochodem ratowniczo-gaśniczym marki Star 266 oraz niezbędnym sprzętem do prowadzenia działań ratowniczo-gaśniczych, jednostka zrzesza ok. 30 członków.
Wieś liczy około 380 mieszkańców.
We wsi funkcjonuje szkoła podstawowa.